# 江枫 (翻译家)
江枫（1929年7月29日—2017年10月17日），男，籍贯安徽歙县，生于上海，中国大陆翻译家、作家。毕业于清华大学、北京大学。

## 生平
1929年，江枫出生在上海市，当时名叫“吴云森”。江枫陆续在西南联大附中、清华大学（外文系）、北京大学（中文系）就读。
1946年，江枫建立《晨星》杂志，自己担任主编，并且开始发表作品。
1949年，江枫加入中国人民解放军，曾担任过记者、编辑、研究员。
1951年，江枫担任江西省文协常委。
1956年，江枫在北京大学建立《红楼》刊物并且担任副主编。1962年，江枫调入北京编译社。文化大革命中，江枫停止正常工作。1978年，江枫在密云区建立《寸草》刊物，并且担任主编。
1980年，江枫调入中国社会科学院近代史研究所。1983年，江枫加入中国作家协会。1991年，江枫开始享受中华人民共和国国务院政府津贴。
1996年，江枫担任清华大学外语系兼职教授。

## 作品

### 专著
- 诗歌《塞上行》[1]
- 剧本《车夫之死》

### 译著
- 《雪莱全集》（英国雪莱）
- 《雪莱抒情诗抄》（英国雪莱）[2]
- 《艾米丽·狄金森诗选》（美国艾米丽·狄金森）[3]
- 《美国现代诗抄》

## 奖项
1952年，江枫荣获“《解放文艺》创作奖”。
1954年，江枫荣获“中华人民共和国国家学术奖”。
1997年，鲁迅文学奖之翻译文化彩虹奖。
2002年，中国翻译协会“资深翻译家”。
2012年，中国翻译协会“翻译文化终身成就奖”。